# Dungeon Siege
Dungeon Siege – komputerowa fabularna gra akcji rozgrywana w czasie rzeczywistym, opracowana przez Gas Powered Games i wydana przez Microsoft Studios 5 kwietnia 2002 roku. W Polsce została wydana przez APN Promise 29 kwietnia 2002 roku. Od 8 kwietnia 2011 roku gra dostępna jest na Steamie, podobnie jak jej kontynuacje Dungeon Siege II i Dungeon Siege III.
Akcja gry rozgrywa się w świecie fantasy Ehb, które zostało zaatakowane przez tajemnicze potwory. Gracz, zaczynając przygodę jako farmer, podróżuje przez wiele krain, żeby znaleźć źródło zła. Rozgrywka w grze ze względu na przewagę akcji nad treścią fabularną przypomina podgatunek hack and slash. Gracz ma możliwość stworzenia drużyny składającej się z innych bohaterów.
Dungeon Siege uzyskała pozytywny odbiór recenzentów, zdobywając liczne nagrody dla najlepszej gry fabularnej. 11 listopada 2003 ukazał się dodatek do gry zatytułowany Dungeon Siege: Legends of Aranna. 16 sierpnia 2005 roku premierę miała kontynuacja – Dungeon Siege II, a 17 czerwca 2011 roku ukazała się gra Dungeon Siege III.

## Fabuła

### Tło fabularne
Aranna jest kontynentem, na którym rozgrywa się akcja gier z serii Dungeon Siege. Królestwo Ehb leży w zachodniej części kontynentu, gdzie ma miejsce akcja Dungeon Siege i jej dodatku Dungeon Siege: Legends of Aranna. Początkowo punkt handlowy na obrzeżach Empire of Stars, później osiągnął tymczasowy status militarnego protektoratu i prowincji, gdy 10. Legion wyemigrował na zachód. W związku z wojną legionów i upadkiem Empire of Stars, Ehb stał się niezależnym królestwem. Stabilność zyskał dzięki ochronie zapewnionej przez 10. Legion – jedną z najbardziej wyszkolonych armii Aranny. Głównymi mieszkańcami kontynentu są ludzie i krasnoludy, którzy żyją w harmonii i są poddani temu samemu królowi.

### Streszczenie
W Królestwie Ehb życie farmera zostaje wywrócone do góry nogami, gdy niewielka grupa dzikich stworzeń, zwanych krugami, atakuje ludzi w wiosce. Postać gracza jest poproszona o znalezienie pomocy w pobliskiej osadzie Stonebridge. Po dotarciu okazuje się, że musi zabić potwory w przełęczy łączącej Stonebridge i Glacern. Po zakończeniu zadania postać kieruje się na północ do lodowych jaskiń w celu odnalezienia maga Merika, który zaginął w dniu, w którym potwory rozpoczęły swój atak. Czarodziej twierdzi, że bestie ukradły jego magiczny kostur, który może być niebezpieczny w ich rękach. Po odzyskaniu broni i wyjściu z jaskiń, gracz dowiaduje się, że pobliska twierdza Kroth została oblężona przez nekromantę Gresha. Po jego pokonaniu postać kieruje się na wschód w celu osłabieniu armii droogów. Ich wódz poddaje się i wskazuje drogę do twierdzy Ehb. W lochach zamku gracz uwalnia króla, po czym zabija przywódcę secków, Goma.

## Rozgrywka
Akcja gry toczy się w fikcyjnym świecie fantasy, a rozgrywka przedstawiona jest z perspektywy trzeciej osoby. Gracz dowodzi drużyną składającą się z maksymalnie ośmiu postaci. Podczas ich tworzenia wybiera płeć i wygląd swojego bohatera. Każda z nich jest określona poprzez trzy cechy: siłę, zręczność i inteligencję i cztery umiejętności: walkę w zwarciu, na dystans, magię natury i walki. Poprzez zabijanie przeciwników drużyna dostaje nowe przedmioty i złoto, a umiejętności biorących udział w walce rosną. Gra składa się z liniowych poziomów, a fabuła podzielona jest na rozdziały, które zmieniają się po wejściu na dany teren. Za zdobyte pieniądze gracz może kupić u handlarzy nowe przedmioty i zaklęcia, a także osła, który jest w stanie dźwigać przedmioty. Gracz może zmienić szyk, w jakim drużyna się porusza, a także reakcję na pojawienie się wroga. W grze występują przerywniki filmowe, w których narrator opowiada fabułę. Gracz ma do dyspozycji dziennik, w którym może odsłuchać dialogi rozmów z rozpoczętych zadań. Poza wątkiem głównym jest możliwość rozwiązywania zadań pobocznych zlecanych przez bohaterów niezależnych.
W trakcie walki gracz może użyć aktywnej pauzy, która zatrzymuje czas i pozwala na rozplanowanie swoich ataków. Po wykupieniu księgi zaklęć postacie mogą rzucać czary. Dzielą się one na pasywne, które zwiększają statystyki postaci i ofensywne, które zabierają punkty życia przeciwnikom. Umiejętności gracza rosną wraz z używaniem danej broni.
W grze dostępny jest tryb kooperacji do ośmiu osób. Gracze mają do dyspozycji kampanię o nazwie Utraean Peninsula, podczas której drużyna podróżuje między różnymi miastami zbierając magiczne kamienie w celu otwarcia lochu z potworami.

## Produkcja
Projektant gry, Chris Taylor w wywiadzie dla PC GameWorld ujawnił, że podczas tworzenia studia Gas Powered Games zespół miał w planach zrobienie komputerowej gry fabularnej. W grudniu 1999 twórcy ujawnili oficjalny tytuł gry – Dungeon Siege. 16 lipca 2001 roku twórcy pozwolili graczom zagłosować na oficjalnej stronie na to, która z trzech modelek będzie reklamować grę na konwencie Gen Conie 2001 w roli farmerki. Za muzykę w grze odpowiedzialny jest Jeremy Soule.
Premiera gry została przesunięta z listopada na rok 2002, a potem doprecyzowana na kwiecień 2002. 22 marca 2002 roku gra trafiła do tłoczni. Silnik gry został tak zaprojektowany, aby podczas rozgrywki nie było dodatkowego wczytywania. W kwietniu 2002 roku została wypuszczona wersja demonstracyjna gry pokazująca początek rozgrywki, a 3 września Tool Kit – edytor do gry pozwalający między innymi na stworzenie własnych czarów lub przeciwników.
Gas Powered Games wydał tzw. Bonus Pack (ang. pakiet bonusowy) o nazwie Yesterhaven, który jest darmowym dodatkiem do Dungeon Siege. Zawiera on pojedynczą przygodę dostępną tylko dla trybu wieloosobowego, a tworzenie nowej postaci nie jest wymagane. Fabuła opowiada o mieście, które jest atakowane przez trzy plagi potworów podczas wczesnych lat królestwa Ehb.

## Odbiór
Dungeon Siege został dobrze przyjęty przez krytyków, otrzymując średnią ocen 86/100 na serwisie Metacritic i 85,86% na GameRankings. Dan Adams z serwisu IGN stwierdził: „gra spodoba się fanom Diablo i osobom, które lubią rozgrywkę bez wysilania mózgu”. Serwis GameSpy pochwalił niekończącą się akcję, brak przerw na wczytywanie i przystępność zarówno dla ekspertów, jak i nowicjuszy. Wytknął natomiast problemy ze znajdywaniem drogi przez postacie, małą spójność świata przedstawionego i niewielką ilość elementów RPG. Serwis GamePro napisał, że „nie ma lepszej fabularnej gry akcji i nawet Diablo jest gorsze”. W CD-Action gra dostała 10/10.
Redaktor Desslock pozytywnie ocenił zarówno oprawę graficzną, jak i intuicyjny interfejs. Recenzent z Gry-Online pochwalił aktywną pauzę, a także mini mapę. Ponadto docenił funkcję formowania drużyny w celu obrony słabszych osób. Matt Leyendecker z Action Trip ocenił, że tryb wieloosobowy ma pewne braki a wymagania gry są wyższe niż to się wydaje. Duke Ferris z Game Revolution pochwalił wielkość świata gry i dokładne odwzorowanie każdej broni, której gracz używa.

### Nagrody
Gra otrzymała wiele nagród zarówno na targach E3 przed premierą, jak i po jej wydaniu. Dungeon Siege dostał między innymi tytuł najlepszej gry fabularnej na targach w latach 2000 i 2001. Dungeon Siege brał udział w plebiscycie strony Gry-Online na najlepszą komputerową grę fabularną 2002 roku. Portal IGN ocenił grafikę jako najlepszą w roku 2002, opisując świat gry jako żywy, a lokacje jako zapierające dech w piersiach. Serwis GameSpy, przyznając grze tytuł Best of Show at E3, opisał ją:

Dungeon Siege był na celowniku każdego, od kiedy gra została zapowiedziana pod koniec ostatniego [1999] roku. Po zobaczeniu prezentacji gry na E3, GameSpy uważa, że szum wokół gry był uzasadniony, a Taylor ma kolejny przebój.

Gra znalazła się na liście strony GameSpy 25 najbardziej przereklamowanych gier wszech czasów, gdzie zajęła 15. miejsce. Redaktorzy przyznali, że Chris Taylor wywiązał się ze wszystkich obietnic złożonych przed premierą gry, ale wytknęli fakt, że Total Annihilation, poprzednia gra Gas Powered Games była lepsza, a Dungeon Siege nie zrewolucjonizował gatunku. Gra zajęła szóste miejsce na liście 25 najlepszych gier hack and slash według serwisu Gry-Online.

## Kontynuacje
Do gry został wydany dodatek Dungeon Siege: Legends of Aranna. Jego premiera odbyła się 12 listopada 2003 roku, a w Polsce wyszedł 20 stycznia 2004 roku. Fabuła gry, pomimo że rozgrywa się na nowych terenach, jest kontynuacją wydarzeń z Dungeon Siege.
Na podstawie gry zostały wydane filmy Dungeon Siege: W imię króla i Dungeon Siege: W imię króla 2. Oba wyreżyserował Uwe Boll.
16 sierpnia 2005 roku miała premierę kontynuacja, Dungeon Siege II, a 17 czerwca 2011 roku nastąpiła premiera trzeciej części serii gier, Dungeon Siege III.